# Josef Klika (přírodovědec)
Josef Klika (* 23. prosince 1833, Nesvačily - † 9. října 1873, Kutná Hora) byl český přírodovědec, botanik, zoolog – entomolog a středoškolský pedagog. 

## Život
Narodil se nedaleko Berouna. Nejprve se učil u svého otce, který byl učitelem, a poté navštěvoval obecnou školu v Březnici. V roce 1845 odešel studovat na akademické gymnázium v Praze, kde v roce 1853 odmaturoval. Poté pokračoval ve studiu přírodních věd na  na Filozofické fakultě Karlovy univerzity v Praze. Studium na této fakultě ukončil v roce 1856. Ve školním roce 1856/1857 působil jako zastupující učitel v Lokti. Odtud odešel v roce 1858 do Pardubic, kde působil jako profesor přírodních věd na vyšších reálných školách až do konce školního roku 1872. Zde byla jeho přičiněním založena vyšší dívčí škola a průmyslová škola. Dne 1. října 1872 byl jmenován řídícím učitelem na c. k. učitelském ústavu v Kutné Hoře. Byl autorem řady přírodovědeckých článků, kterými přispíval do různých časopisů.
Zemřel v Kutné Hoře v roce 1873 ve věku nedožitých čtyřiceti let.

## Entomologické aktivity
Vedle jiných přírodovědných oborů se věnoval také entomologii, především studiu brouků a motýlů. Pro entomologii mají význam zejména jeho publikace, které na základě vlastních poznatků pro školní účely sestavil pod názvem Přírodopis názorný pro školu i dům. V nakladatelství I. L. Kobera v Praze vyšly dva díly – první, vydaný v šesti sešitech v roce 1870, pojednává o motýlech a druhý, vydaný v devíti sešitech v roce 1873, o broucích.

## Galerie

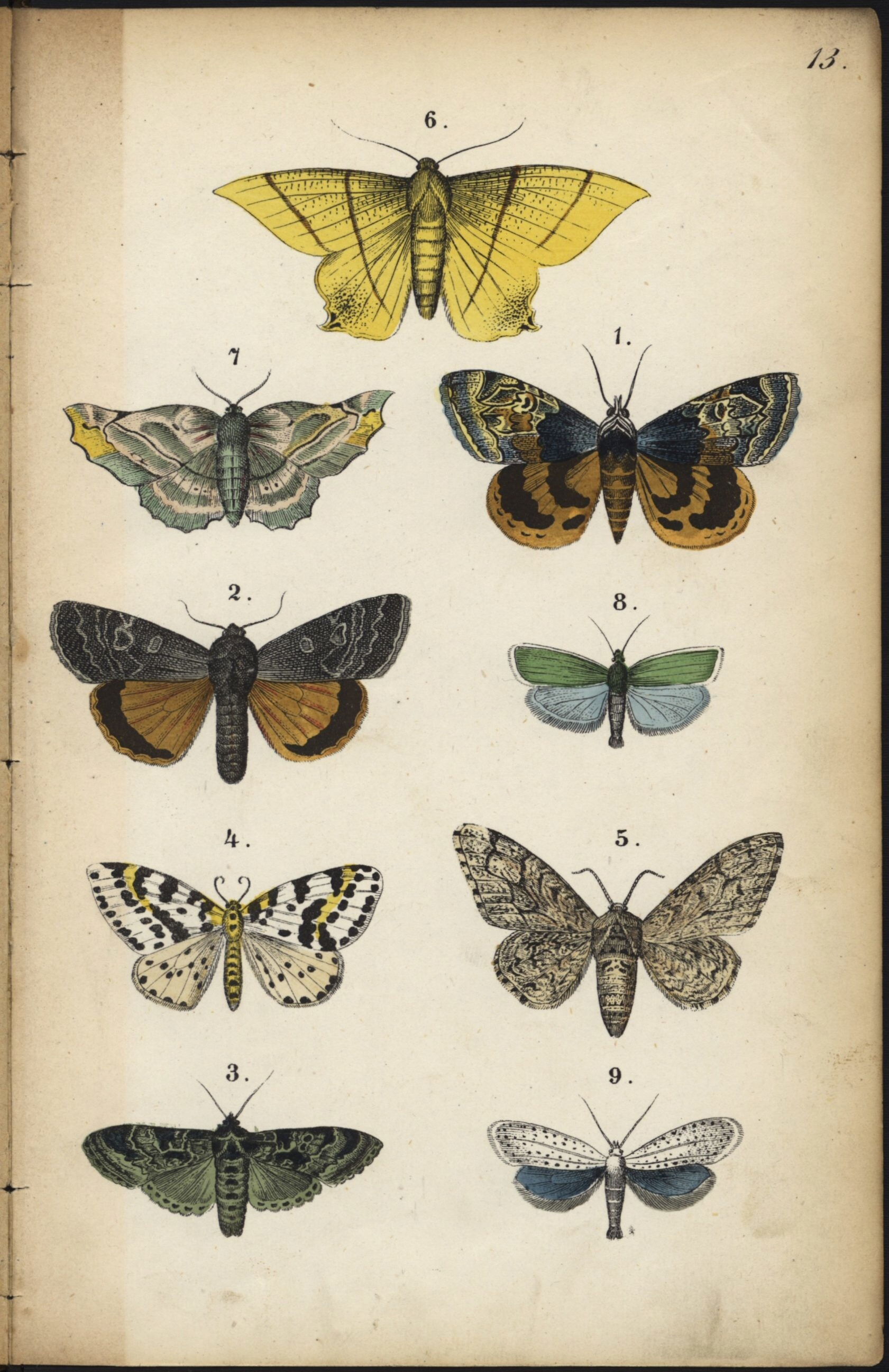
Motýlové (1870), ukázka barevné tabule
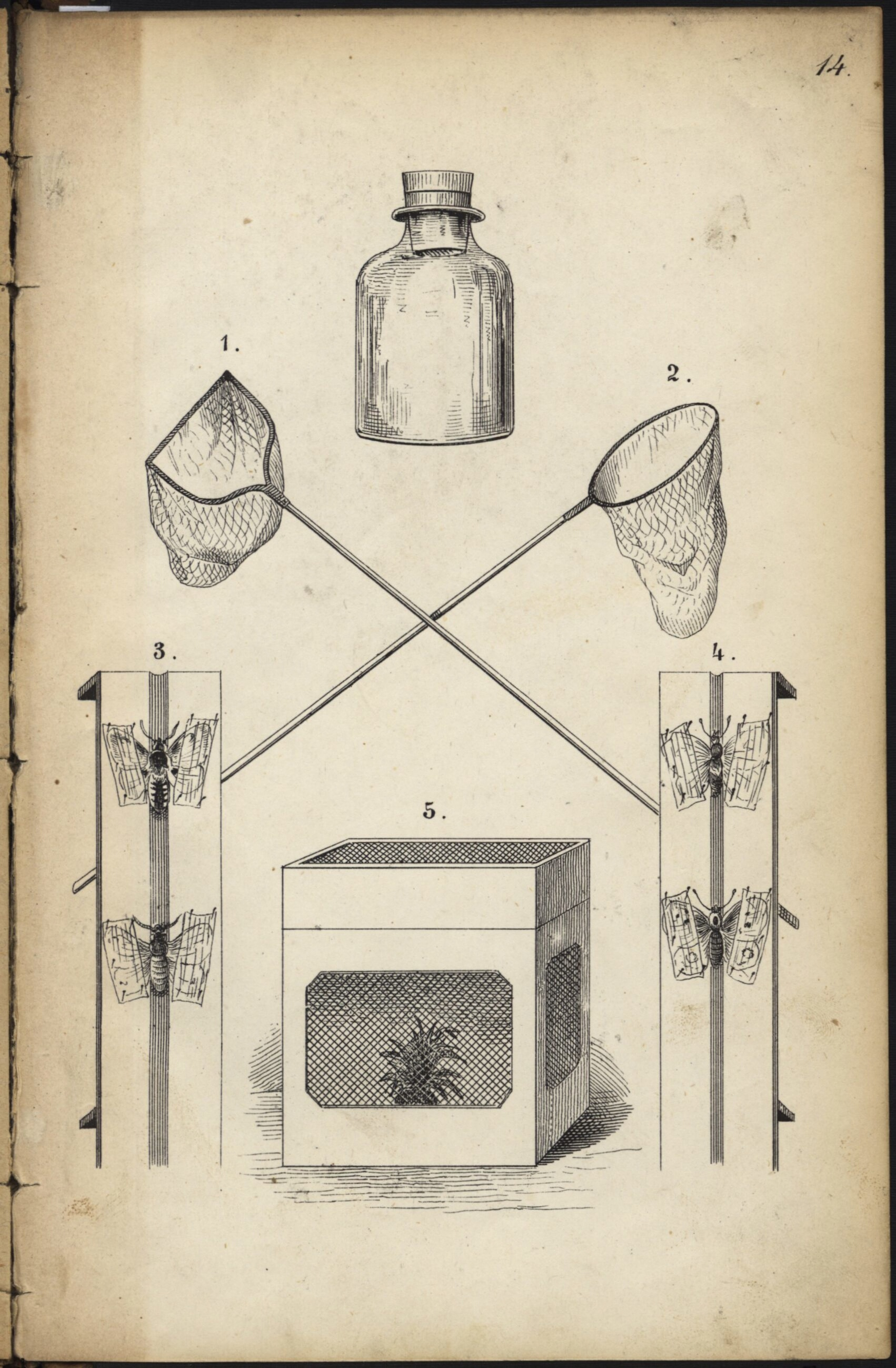
Motýlové (1870), ilustrace potřeb pro sběr motýlů
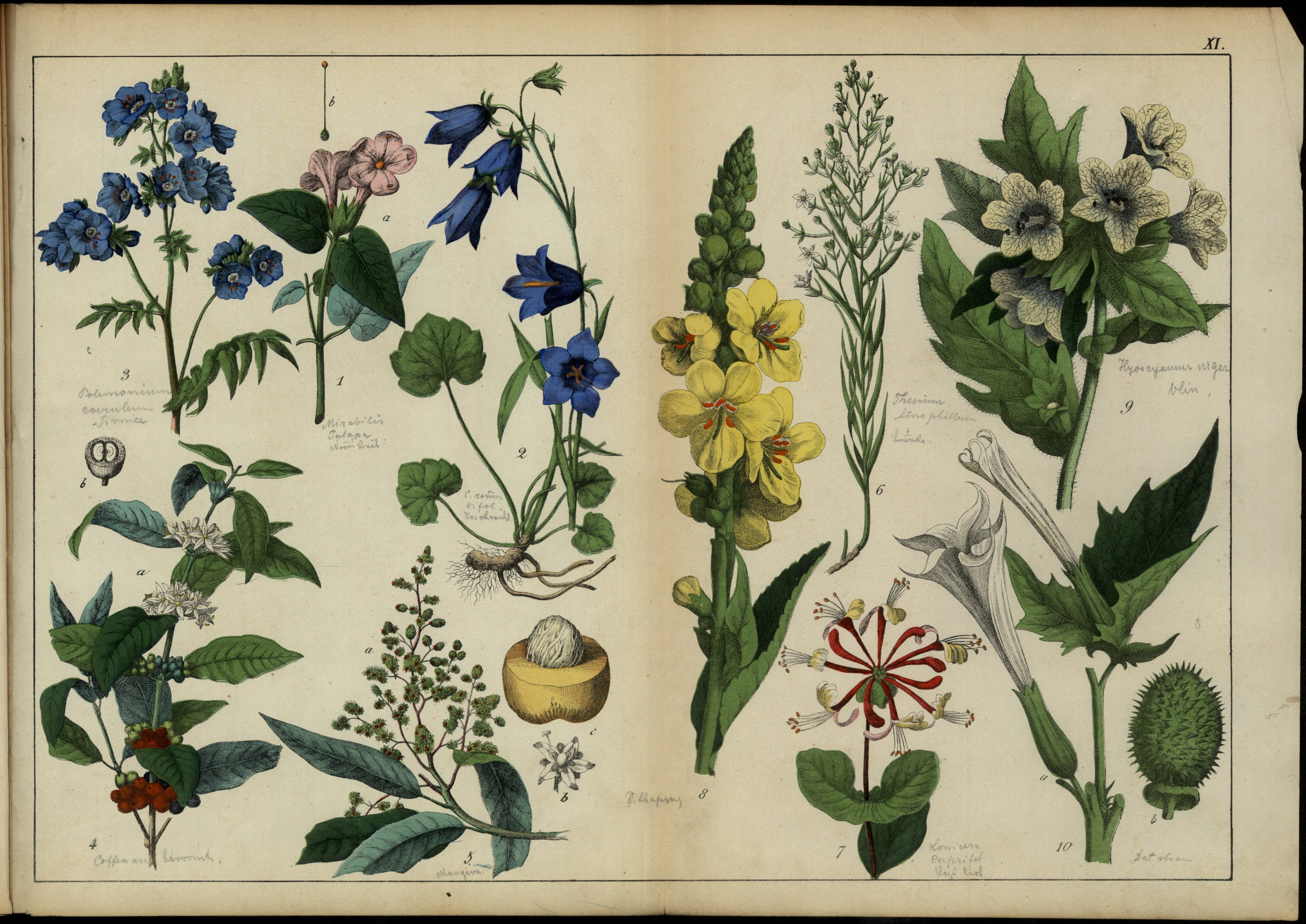
Atlas k botanice pro gymnasia a realné školy od Josefa Kliky (1868), ukázka barevné tabule
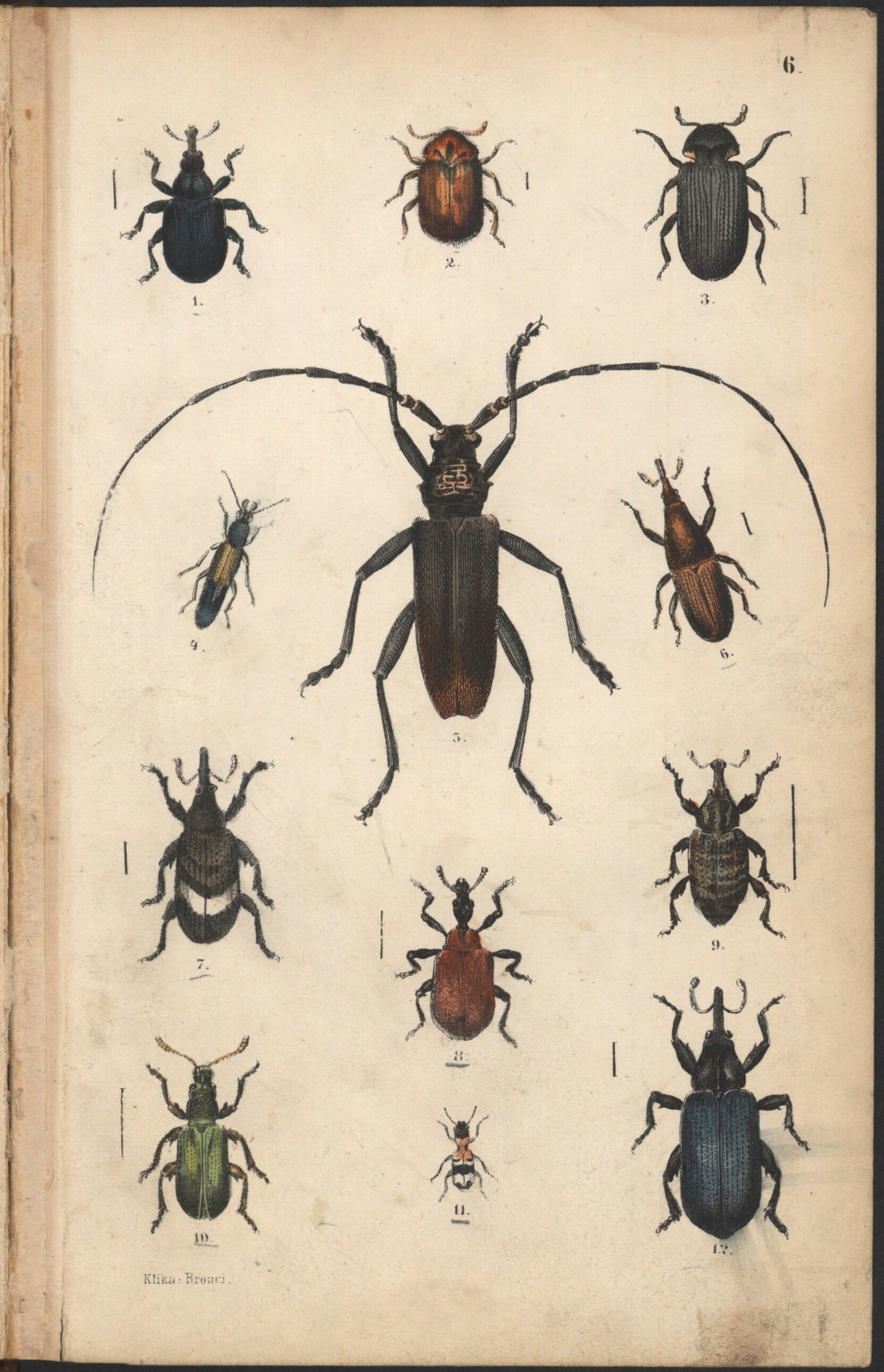
Brouci (1873), ukázka barevné tabule
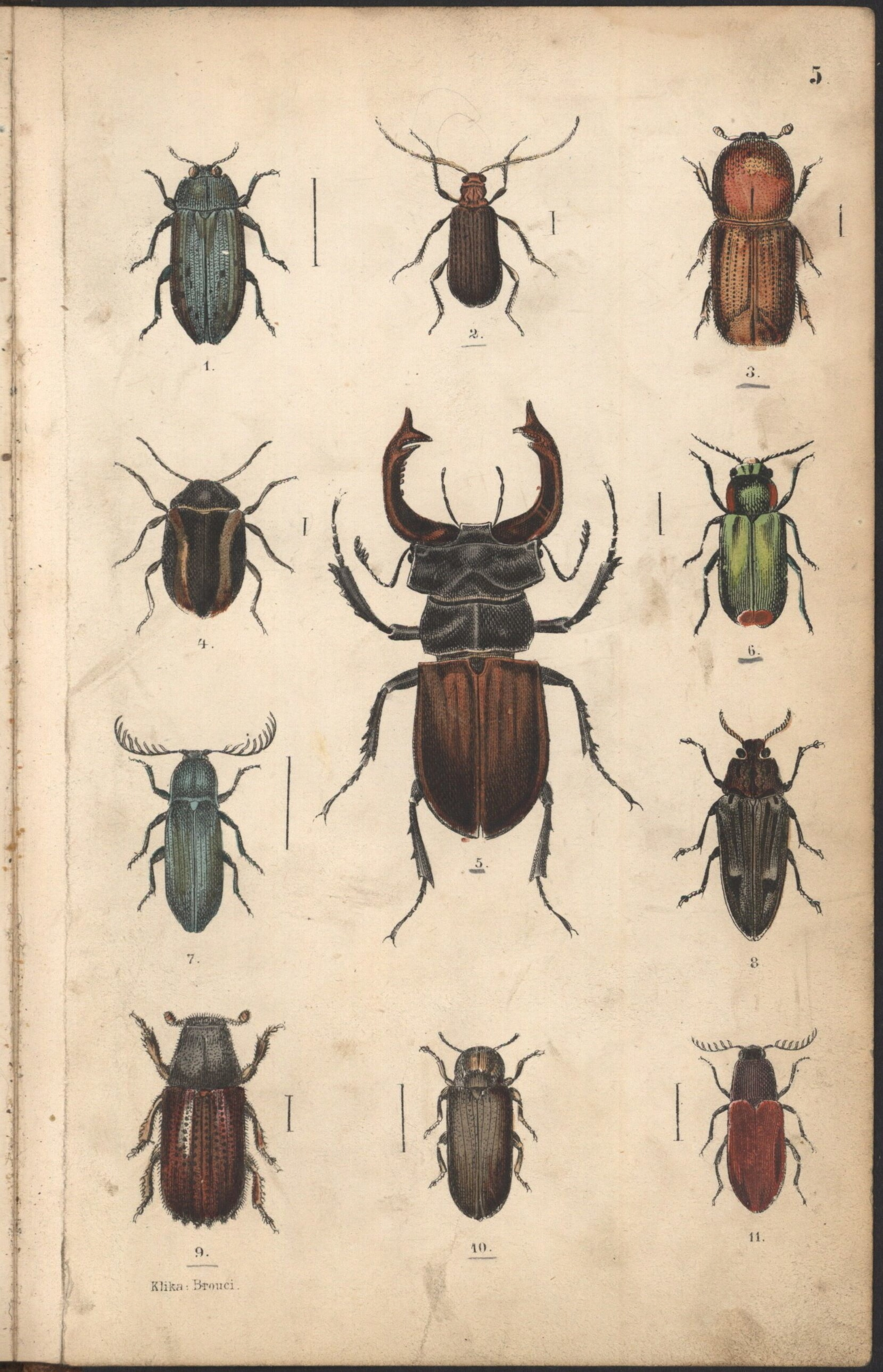
Brouci (1873), ukázka barevné tabule